# Negage
Negage (auch Negaje) ist eine Stadt und ein Landkreis in Angola.

## Geschichte
Ngage war der Kimbundu-Name eines hiesigen Dorfes, als sich portugiesische Siedler hier niederließen und 1925 die Ortschaft Negage gründeten. Negage gehörte zum Verwaltungsposten Dimuca im Kreis Ambaca, Provinz Cuanza Norte. Später wurde es ein eigener Verwaltungsposten im Kreis Ambaca, bevor es 1955 dem Kreis Bembe in der Provinz Uíge zugeordnet wurde. 1956 wurde es dort Sitz eines eigenen Kreises. Negage wurde 1958 zur Kleinstadt (Vila) erhoben, bevor es am 26. Juni 1970 den Status einer Stadt (Cidade) erhielt.
Mit Ausbruch des Portugiesischen Kolonialkriegs in Angola 1961 wurde der Flugplatz von Negage als Aeródromo Base – AB nº3 ein wichtiger Luftstützpunkt der portugiesischen Streitkräfte.

## Verwaltung
Negage ist Sitz eines gleichnamigen Landkreises (Município) in der Provinz Uíge. Der Kreis umfasst eine Fläche von 2019 km² mit etwa 230.180 Einwohnern (hochgerechnete Schätzung 2014). Die Volkszählung 2014 soll fortan gesicherte Bevölkerungsdaten liefern.
Der Kreis Negage setzt sich aus drei Gemeinden (Comunas) zusammen:
- Dimuca
- Negage
- Quisseque

## Verkehr und Wirtschaft
Negage verfügt über einen Flughafen mit dem IATA-Flughafencode GXG und dem ICAO-Code FNNG. Er diente den Portugiesischen Luftstreitkräften als operative Basis im Portugiesischen Kolonialkrieg (1961–1975).
Im Zuge der Infrastrukturmaßnahmen der Regierung nach Friedensschluss 2002 wurden bis 2011 verschiedene Straßenneubauten vorgenommen, die Negage inzwischen wieder mit der Provinzhauptstadt und umliegenden Orten verbindet.
Vor allem die verbesserten Straßenverhältnisse beflügeln die Landwirtschaft im Kreis, insbesondere im Kaffee-Anbau. Weitere wichtige Anbauprodukte sind Maniok, Bergreis, Süßkartoffeln, Bohnen, Mais, Bananen und anderes Obst wie Maracuja, Ananas, Goiaba oder Zitrusfrüchte. Auch die Viehzucht gewinnt an Bedeutung, mit einem registrierten Bestand von 1465 Rindern, 27.460 Ziegen, 38.161 Schafen und 30.150 Stück Geflügel im Kreis (Stand: Frühjahr 2014). Im Kreis existieren 50 Produktionsgenossenschaften mit 172.253 Mitgliedern und eine Vielzahl Kleinbauern und Familienbetriebe, von denen 17.644 wie die Genossenschaften der staatlichen Empresa de Desenvolvimento Agrário (EDA, dt.: Unternehmen für landwirtschaftliche Entwicklung) angeschlossen sind. Die EDA macht u. a. Angebote zur Weiterbildung und verteilt Saatgut.

## Söhne und Töchter der Stadt
- Isabel Estrada Carvalhais (* 1973), portugiesische Politikerin, Politikwissenschaftlerin und Hochschullehrerin, seit 2019 EU-Abgeordnete